# 鈴木瑛美子
鈴木 瑛美子（すずき えみこ、1999年5月16日 - ）は、日本の女性歌手。千葉県出身。

## 略歴
ミュージカル俳優、歌手である杉本智孝の次女として生まれ、4歳の時から保育教材CDに歌手として参加。また、父と母（広田恵子）、姉（鈴木梨紗子）でのゴスペルグループ『スギモト☆ファミリー』の一員としてライブ活動をしてきた。
7歳の時には、自ら作詞作曲した楽曲で『ヤマハ・なかよしソングフェスティバル』に3年連続で出場。2012年3月（小学6年生）にはフジテレビ『爆笑そっくりものまね紅白歌合戦スペシャル』出演。ただし家族と本人の意思で学業を優先しており、父も英才教育やボイスレッスン的なものは行っていないと語る。
2015年7月、初めて一人で挑んだ『全国ゴスペルコンテスト（ゴスペル甲子園）』でボーカル部門優勝に輝く。
2016年9月、『関ジャニ∞のThe モーツァルト 音楽王No.1決定戦』に「最強アマチュア女子高生」として出演。このときの歌唱力が話題となり、2017年2月には湖池屋のテレビCMに起用され、国産じゃがいもを歌ったテーマ曲「100％ SONG」のCM動画が100万回再生を超えた。
2017年7月、LINEの音楽レーベル「LINE RECORDS」第1弾シンガーとしてデビュー。同年9月、『FINAL FANTASY XV』オンライン拡張パック:戦友、主題歌「Choosing Hope」を歌唱。同年10月、「WBA世界ミドル級タイトルマッチ」村田諒太VSアッサン・エンダム戦にて国歌独唱。
2018年5月、映画『恋は雨上がりのように』の主題歌「フロントメモリー」（カバー曲）を歌唱。
2019年4月、avex traxからメジャーデビューすることを発表。同年8月28日、シングル「FLY MY WAY / Soul Full of Music」にてメジャーデビュー。
2020年3月、アンドリュー・ロイド＝ウェバーの「ホイッスル・ダウン・ザ・ウィンド〜汚れなき瞳〜」日本初演公演に出演。
2021年11月5日・6日、松本隆 作詞活動50周年記念オフィシャル・プロジェクト『風街オデッセイ2021』が日本武道館にて開催され、鈴木は5日の《第一夜》に出演。松本が作詞した『Woman "Wの悲劇"より』『瞳はダイアモンド』の2曲を歌唱した。なお、鈴木の母・広田恵子は、1987年に松本が監督した映画『微熱少年』においてヒロインを演じている。
2022年1月12日、楽曲が大好きと公言している、アンジェラ・アキから、配信シングル「カナリアの歌」を提供してもらう。長府製作所のcmに曲が起用される。

## 人物
中学、高校時代はバレーボールに打ち込んだ。中学2年生の時に腰を痛め、半年間治療に充てている。当時のニックネームは「負けてたまるか」の「ルカ」だった。
全国放送に出演して以来、幾多のレコード会社からオファーを受けたが、自分の好きな歌を、自分のペースでリリースしてくれることを受け入れてくれたLINE RECORDSと契約した。
親交のある大原櫻子のライブに感動して、アーティストになることを決意した。
アンジェラ・アキの楽曲が大好きと公言していて、楽曲カバーも公表していた。

## ディスコグラフィー

### シングル
|     | 発売日        | タイトル                      | 規格   | 規格品番     | 収録アルバム |
| --- | ------------- | ----------------------------- | ------ | ------------ | ------------ |
| 1st | 2019年8月28日 | FLY MY WAY/Soul Full of Music | CD+DVD | AVCD-94558/B | 5 senses     |
| 1st | 2019年8月28日 | FLY MY WAY/Soul Full of Music | CD     | AVCD-94559   | 5 senses     |
| 2nd | 2021年7月21日 | kIng                          | CD+DVD | AVCD-61098/B | 5 senses     |
| 2nd | 2021年7月21日 | kIng                          | CD     | AVCD-61099   | 5 senses     |

### アルバム
|     | 発売日         | タイトル    | 規格    | 規格品番       |
| --- | -------------- | ----------- | ------- | -------------- |
| 1st | 2022年3月30日  | 5 senses    | 2CD+DVD | AVCD-96918~9/B |
| 1st | 2022年3月30日  | 5 senses    | CD+DVD  | AVCD-96920/B   |
| 1st | 2022年3月30日  | 5 senses    | CD      | AVCD-96921     |
| 2nd | 2023年10月27日 | SOUNDS GOOD | 配信    |                |

#### 配信限定シングル
|      | 発売日        | タイトル                      | 規格                   | 収録アルバム |
| ---- | ------------- | ----------------------------- | ---------------------- | ------------ |
| 1st  | 2017年7月25日 | みんな空の下                  | デジタル・ダウンロード | -            |
| 2nd  | 2017年9月22日 | Listen                        | デジタル・ダウンロード | -            |
| 3rd  | 2018年3月23日 | Can't take my eyes off of you | デジタル・ダウンロード | -            |
| 4th  | 2021年8月14日 | kIng TV anime ver.            | デジタル・ダウンロード | 5 senses     |
| 5th  | 2022年1月12日 | カナリアの歌                  | デジタル・ダウンロード | 5 senses     |
| 6th  | 2023年3月8日  | Over and over                 | デジタル・ダウンロード | SOUNDS GOOD  |
| 7th  | 2023年4月12日 | Lost stars                    | デジタル・ダウンロード | SOUNDS GOOD  |
| 8th  | 2023年5月26日 | Got me good                   | デジタル・ダウンロード | SOUNDS GOOD  |
| 9th  | 2023年6月23日 | タイムリミット                | デジタル・ダウンロード | SOUNDS GOOD  |
| 10th | 2023年7月28日 | Soda Pop                      | デジタル・ダウンロード | SOUNDS GOOD  |

#### 先行配信
| 発売日        | タイトル         | 規格                   | 収録アルバム |
| ------------- | ---------------- | ---------------------- | ------------ |
| 2022年2月2日  | Tell me / 重愛罪 | デジタル・ダウンロード | 5 senses     |
| 2022年2月11日 | A New Story      | デジタル・ダウンロード | 5 senses     |

#### EP
|     | 発売日         | タイトル  | 規格                   | 収録アルバム |
| --- | -------------- | --------- | ---------------------- | ------------ |
| 1st | 2020年10月28日 | After All | デジタル・ダウンロード | 5 senses     |

### 参加アルバム
- スギモト☆ファミリー
  - 「喜びあふれる」（2017年12月6日、ユニバーサルミュージック）[1][2]収録13曲中12曲に参加[13]
- アンソロジー
  - 「ブラバン甲子園V」（2017年7月26日、ユニバーサルミュージック）「栄冠は君に輝く」歌唱
- オリジナル・サウンドトラック「恋は雨上がりのように」
  - 「フロントメモリー」（2018年5月23日、ワーナーミュージックジャパン）※映画「恋は雨上がりのように」主題歌。原曲：神聖かまってちゃん[14][15]。

### その他楽曲
- 「100% SONG」（2017年2月）「湖池屋」のCMソング。
- 「Choosing Hope」（2017年11月）スクウェア・エニックス『Final Fantasy XV』オンライン拡張パック「戦友」主題歌[2]
- 「SUMMERTIME」（2017年12月）映画「世界を変えなかった不確かな罪」主題歌。原曲：ジョージ・ガーシュウィン。
- 「この風に吹かれて feat.鈴木瑛美子」（2021年10月1日）「AUN J CLASSIC ORCHESTRA」の楽曲に参加。

## タイアップ一覧
| 起用年 | 曲名               | タイアップ                                                                     |
| ------ | ------------------ | ------------------------------------------------------------------------------ |
| 2017年 | 100% SONG          | 「湖池屋」のCMソング。                                                         |
| 2017年 | Choosing Hope      | スクウェア・エニックス『Final Fantasy XV』オンライン拡張パック「戦友」主題歌。 |
| 2017年 | SUMMERTIME         | 映画「世界を変えなかった不確かな罪」主題歌。原曲：ジョージ・ガーシュウィン。   |
| 2018年 | フロントメモリー   | 映画「恋は雨上がりのように」                                                   |
| 2019年 | FLY MY WAY         | 日本テレビ系「スッキリ」8月テーマソング                                        |
| 2019年 | FLY MY WAY         | テレビ東京系「JAPAN COUNTDOWN」9月エンディングテーマ                           |
| 2019年 | Soul Full of Music | TBS系テレビ「CDTV」8月・9月オープニングテーマ                                  |
| 2020年 | After All          | フジテレビ系音楽番組「Love music」10月度オープニングテーマ                     |
| 2020年 | After All          | 朝日放送テレビ「今ちゃんの「実は…」」11月度エンディングテーマ                  |
| 2021年 | kIng               | TVアニメ「キングダム 第3シリーズ」第2クールエンディングテーマ                  |
| 2022年 | カナリアの歌       | 住宅設備機器総合メーカー・長府製作所のCMソング                                 |
| 2022年 | A New Story        | テレビ朝日「プロマーシャル」                                                   |

## 出演

### CM
- ロッテ「キシリトールガム」[1]
- パナソニック「エコハウス」[1]
- 湖池屋「KOIKEYA PRIDE POTATO」（2017年2月）

### 舞台
- ミュージカル「ホイッスル・ダウン・ザ・ウィンド」(2020年3月) - キャンディ役[16]
- ミュージカル「RENT」(2020年・2023年) - モーリーン・ジョンソン役[17]
- 新作ミュージカルパイロット版「PARTY」(2021年3月) - 主人公・ユリ役[18]
- ミュージカル「ジェイミー」（東京・大阪・愛知 2021年8月8日 - 9月26日）- ベックス役
- SHOW-ism XI『BERBER RENDEZVOUS』(2022年) - トキオ役[19]
- 「東京ローズ」(2023年12月)[20]
- ムーラン・ルージュ！ザ・ミュージカル（2023年・2024年）- ラ・ショコラ 役[21][22]
- ミュージカル「SIX」日本キャスト版（2025年1月31日 - 2月21日、EX THEATER ROPPONGI / 2月28日 - 3月2日、御園座 / 3月7日 - 16日、梅田芸術劇場 シアター・ドラマシティ） - キャサリン・オブ・アラゴン 役[23]
- ミュージカル「LAZARUS-ラザルス-」（2025年5月31日 - 6月14日、KAAT神奈川芸術劇場 ホール / 6月28日・29日、フェスティバルホール） - エリー 役[24][25]
- ミュージカル「マリー・キュリー」（2025年10月25日 - 11月9日〈予定〉、天王洲 銀河劇場 / 11月28日 - 30日〈予定〉、梅田芸術劇場 シアター・ドラマシティ） - アンヌ 役[26]

## ライブ
2019年
- 8月16日・18日 - アレサ・フランクリン追悼 3Divas Live 2019 "RESPECT" ～ with Expected Nova☆ ～ 大黒摩季×小柳ゆき×Coming Soon♪ with 鈴木瑛美子
- 8月17日 - a-nation 2019
- 9月28日 - メ～テレ ウルフィまつり2019
- 11月03日 - Lovefes2019

2020年
- 8月29日 - a-nation online 2020

2021年
- 11月05日 - ～松本隆 作詞活動50周年記念 オフィシャル・プロジェクト!～ 風街オデッセイ

2022年
- 10月1日 - 澤野弘之 LIVE【emU】2022

2023年
- 8月27日 - WELCOME PARTY～4th Anniversary Live～
- 11月5日 - ～林哲司 作曲活動50周年記念 オフィシャル・プロジェクト～ ザ・シティ・ポップ・クロニクル 林哲司の世界 in コンサート

2024年
- 8月28日 - 5th Anniversary Live「Nobody knows」